# فيليسيانو مونتي
فيليسيانو مونتي (بالإيطالية: Feliciano Monti)‏ هو لاعب كرة قدم إيطالي، ولد في 19 ديسمبر 1902 في فراتا بوليسيني في إيطاليا، وتوفي في 16 يونيو 1990 في بادوفا في إيطاليا. شارك مع منتخب إيطاليا لكرة القدم. أما مع النوادي، فقد لعب مع نادي بادوفا ونادي تورينو.

## روابط خارجية
- فيليسيانو مونتي على موقع قاعدة بيانات كرة القدم.إي يو (الإنجليزية)
- فيليسيانو مونتي على موقع أوليمبيديا (الإنجليزية)